# ずっと、ふたりで
「ずっと、ふたりで」は、家入レオの楽曲。彼女の13枚目のシングルとして2017年7月26日にJVCケンウッド・ビクターエンタテインメントからリリースされた。

## 解説
シングルとしては前作「僕たちの未来」から約1年2か月ぶりのリリースとなる。
シングル盤は完全生産限定盤・初回限定盤・通常盤の3種類がリリース。完全生産限定盤にはグッズとしてデニムストラップ付きスマホリングが付属。また初回限定盤にはタイトル曲のMVとメイキング映像等を収録したDVDが付属する。

## 収録曲
| #         | タイトル                                                                         | 作詞・作曲   | 編曲               | 時間  |
| --------- | -------------------------------------------------------------------------------- | ------------ | ------------------ | ----- |
| 1.        | 「ずっと、ふたりで」(日本テレビ系日曜ドラマ『愛してたって、秘密はある。』主題歌) | 杉山勝彦     | 杉山勝彦、三谷秀甫 | 4:40  |
| 2.        | 「だってネコだから」                                                             | 家入レオ     | 山口隆志           | 3:56  |
| 3.        | 「ヒーロー」(三井住友銀行「ひとりひとりが日本代表。」編CMソング)                 | トータス松本 | 鈴木Daichi秀行     | 4:26  |
| 4.        | 「ずっと、ふたりで (Instrumental)」                                              |              |                    | 4:40  |
| 5.        | 「だってネコだから (Instrumental)」                                              |              |                    | 3:56  |
| 6.        | 「ヒーロー (Instrumental)」                                                      |              |                    | 4:22  |
| 合計時間: | 合計時間:                                                                        | 合計時間:    | 合計時間:          | 26:03 |

| #         | タイトル                                             | 作詞  | 作曲・編曲 | 時間  |
| --------- | ---------------------------------------------------- | ----- | ---------- | ----- |
| 1.        | 「ずっと、ふたりで (Music Video)」                   |       |            | 4:43  |
| 2.        | 「ずっと、ふたりで (Making Movie)」                  |       |            | 12:02 |
| 3.        | 「それぞれの明日へ (Music Video -Another Version-)」 |       |            | 5:30  |
| 合計時間: | 合計時間:                                            | 22:15 |            |       |

### 曲解説
ずっと、ふたりで
日本テレビ系テレビドラマ『愛してたって、秘密はある。』主題歌。
作詞家・作曲家の杉山勝彦による提供曲。家入本人が曲制作に関わらないのは初めてとなる（カバー曲を除く）。家入は本曲について「大切な人の光と影。どちらが欠けても君じゃなくなってしまう。そんな想いで歌った曲です」と話している。
杉山は本曲の制作等の評価により第59回日本レコード大賞の作曲賞を受賞し、2017年12月30日のテレビ放送には家入も出演して本曲を歌唱した。
MVは栃木県那須塩原市にあるスッカン沢の渓谷で撮影された。
だってネコだから
本シングル収録曲では唯一の家入本人が作詞・作曲した楽曲。
家入は「リリースが増えてくると締め切りに追われて『作らなきゃ』っていう気持ちになることもあるんですけど、この曲は生活に寄り添うように自然に生まれた曲です」と話している。
ヒーロー
ウルフルズの同名曲（2014年のアルバム『ONE MIND』収録）のカバー。三井住友銀行2017年「ひとりひとりが日本代表。」編CMソング。

## 収録アルバム
- TIME (#1, #2)[7]